# Didymodon rigidulus
Didymodon rigidulus là một loài Rêu trong họ Pottiaceae. Loài này được Hedw. mô tả khoa học đầu tiên năm 1801.

## Hình ảnh

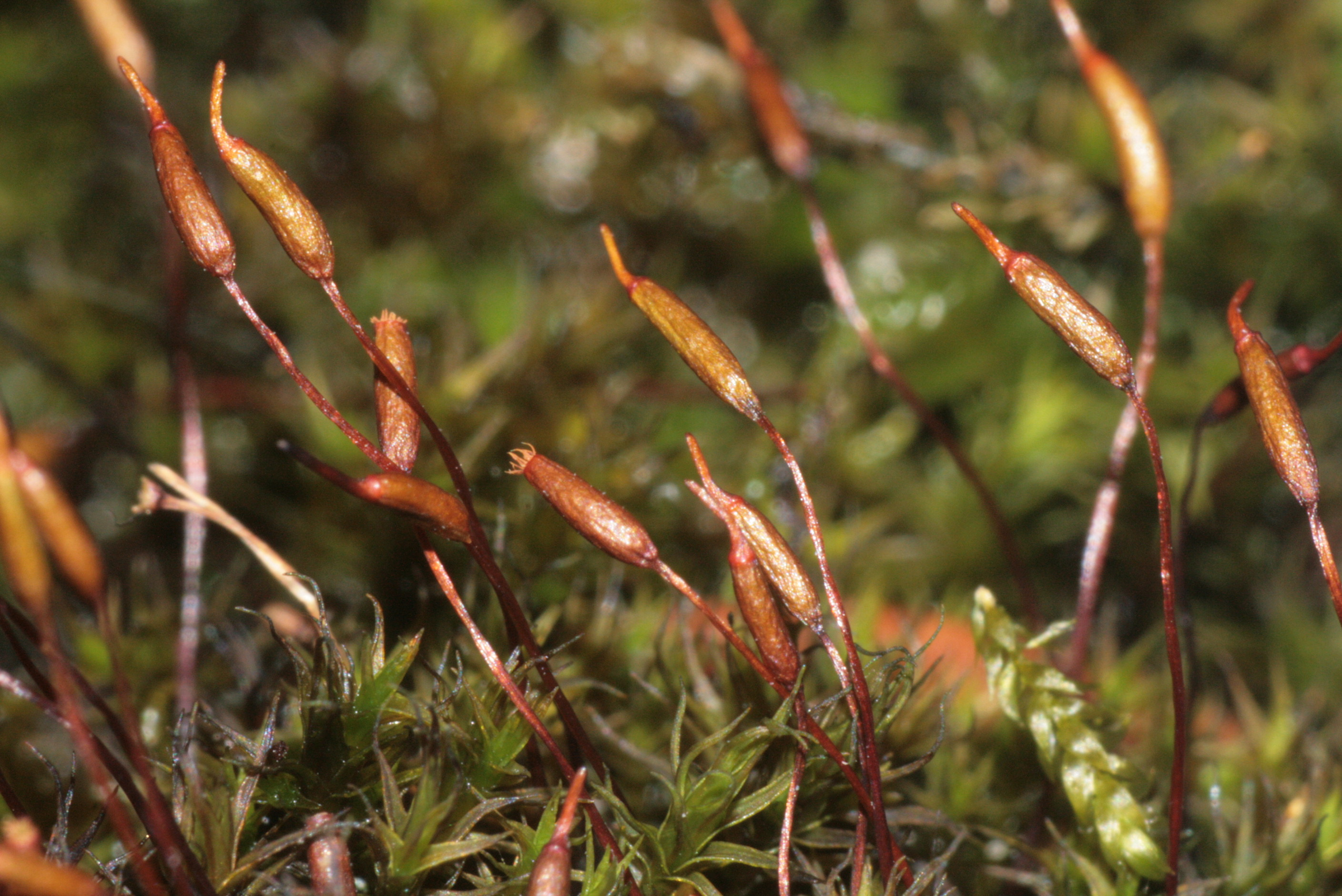
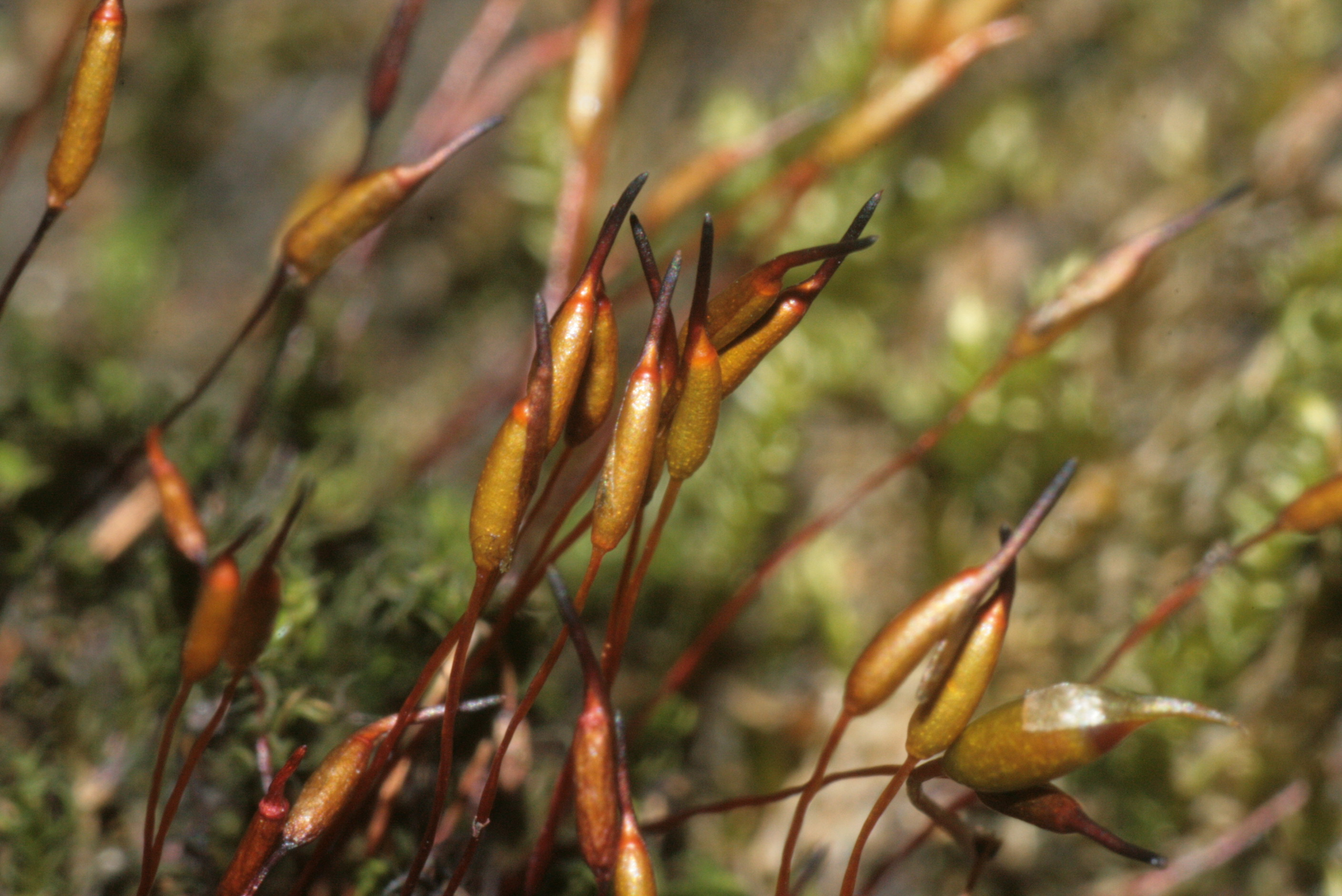
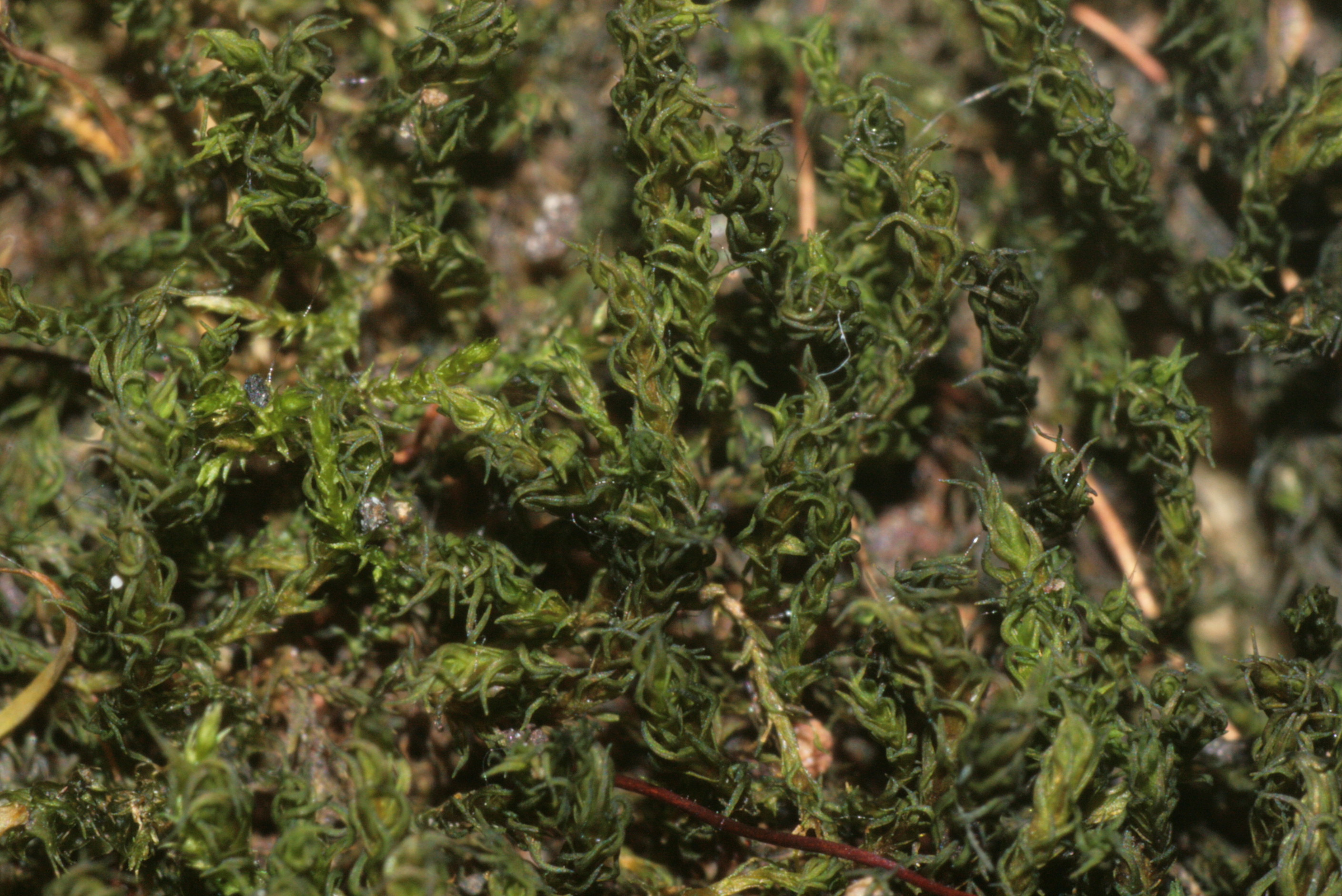
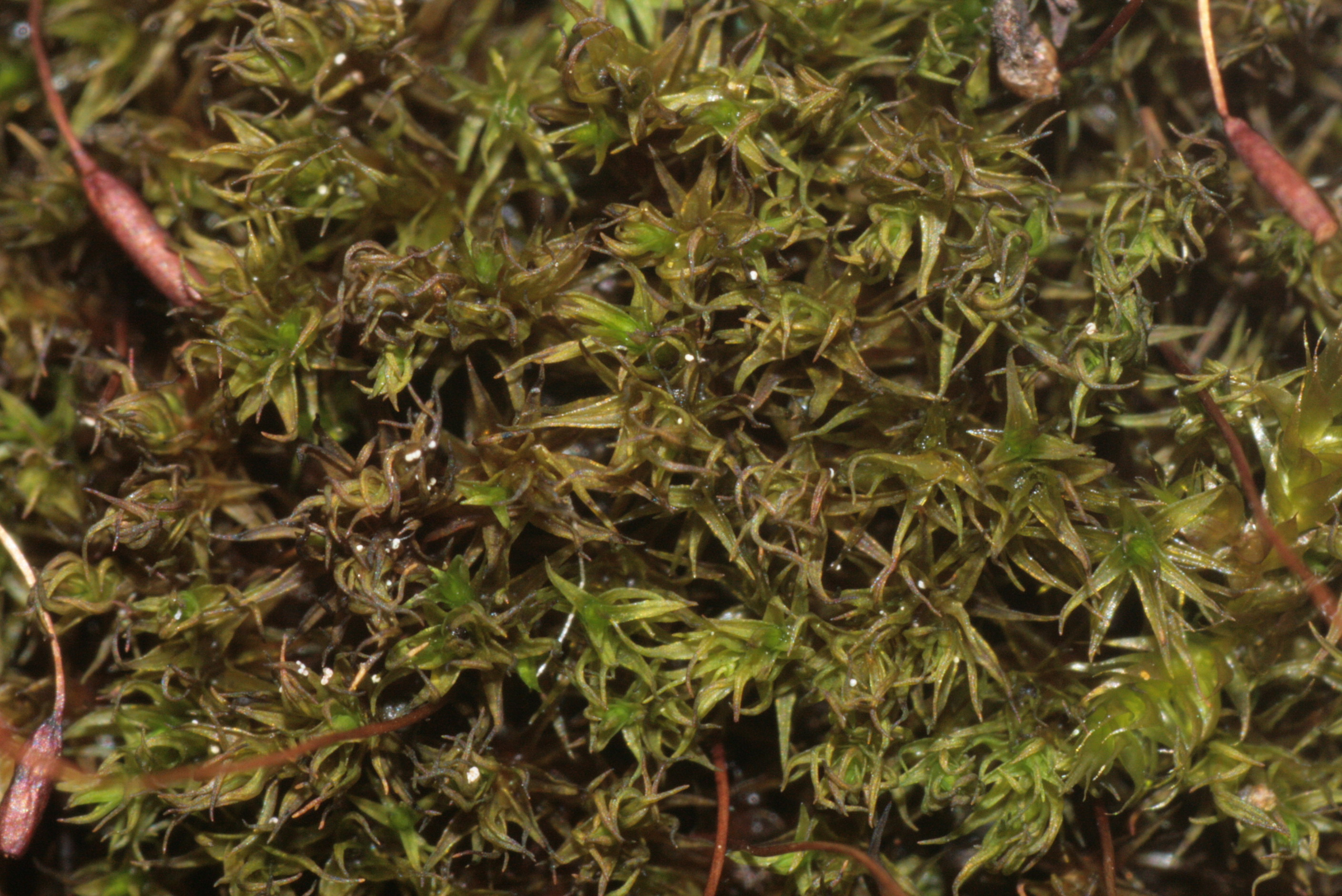